# أوكيغاهارا

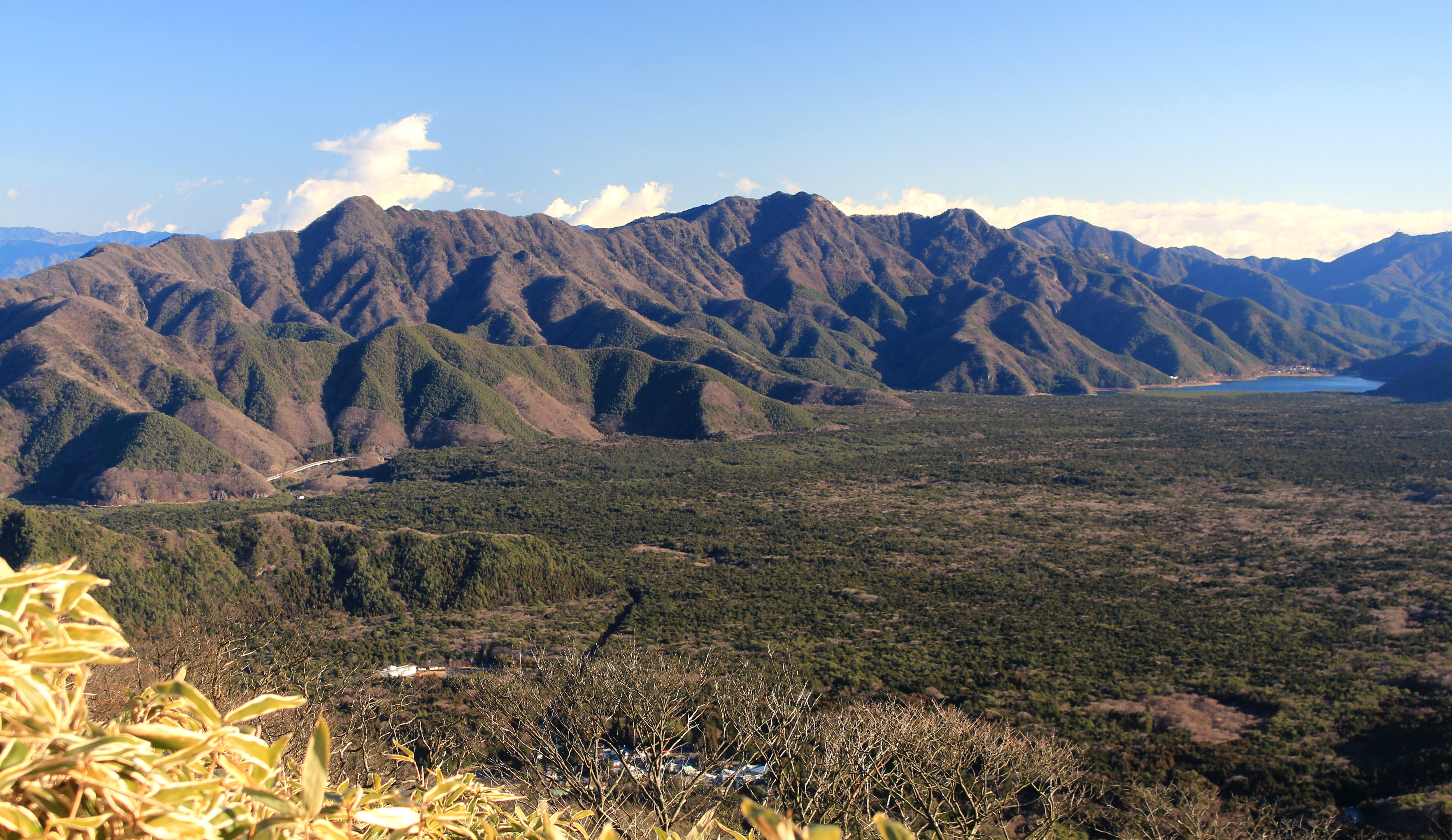
غابة أوكيغاهارا، مشهد لجبال ميساكا وبحيرة سايكو من جبل ريو الواقع ضمن جبال تنشي

غابة أوكيغاهارا اليابانية والتي يطلق عليها اسم بحر الأشجار أو غابة الانتحار، هي غابة تقع على السفح الشمالي الغربي لجبل فوجي الياباني، على مساحة تمتد لخمسة وثلاثين كيلومترًا مربعًا (12 ميلًا مربعًا) والمكون من البراكين الصلبة التي تشكلت بفعل آخر الإنفجارات الكبيرة للجبل في عام 864م. وتعتبر الجهة الغربية لأوكيغاهارا منطقة  مشهورة بالسياحة والرحلات المدرسية. ويوجد بها العديد من الكهوف التي تملأها الثلوج في فصل الشتاء. بعض أجزاء هذه الغابة ممتلئة  بالبراكين التي تحتوي على مسامات تسحب الأصوات، فيتيح ذلك للزائرين نوعا من العزلة.
اشتهرت الغابة عبر الأساطير اليابانية بأنها بيت اليورية، والتي تعني أشباح الموتى. كما أصبحت الغابة في السنوات الأخيرة معروفة عالميا باسم «غابة الانتحار»، لكونها قبلة للمنتحرين حيث تشهد أدغالها سنويا العديد من عمليات الإنتحار مما جعل الحكومة اليابانية  تتدخل في هذا الأمر، حيث شكلت في سنة 1971 دوريات  للبحث عن جثث المنتحرين وانتشالها سنويا . وتشير الأرقام إلى أن الغابة يمضى إليها سنويًا 30 شخصًا ليقوموا بالانتحار فيها ووصل عدد المنتحرين فيها حتى الأ‌ن إلى حوالي 500 شخص. وسبق للحكومة أن انتشلت 78 جثة في سنة 2002 وحدها، الأمر الذي دفعها إلى وضع كاميرات ليلية لمعرفة ما يحدث بداخلها في الليل وذلك ما ظهر في الكاميرات في الغابة بالليل. لذلك وضعت العديد من الإشارات في بعض ممراتها الرئيسية لتنبيه المنتحريين للتفكير  في عائلاتهم وأن يتواصلوا مع الجمعيات المسؤولة عن منع الانتحار.

## الجغرافيا
تتكون أغلب أرضية الغابة من الصخور البركانية  التي يصعب اختراقها بالأدوات اليدوية مثل المعول أو المجروف. وبما أن الغابة كثيفة جدا، فقد بدأ المتجولون والسياح داخل الغابة باستخدام الأشرطة البلاستيكية  لتعليم مساراتهم حتى لا يضيعوا. وصممت الممرات التي تقود إلى العديد من مناطق اللفت السياحي مثل: كهف ناروساوا الجليدي وكهف رياح فوجاكو وكهف بحيرة ساي بات، حيث أنهم أكبر ثلاثة كهوف بركانية  قريبة من جبل فوجي . ويبقى الكهف الجليدي متجمدا على مدار السنة. وتتناثر الأشرطة وغيرها من أنواع القمامة التي يخلفها السياح في أول كيلومتر للغابة، رغم محاولة المسؤولين بإزالتها. وتصبح الغابة بحال أفضل بعد أول كيلومتر داخل الغابة وباتجاه جبل فوجي الموجود داخل حديقة فوجي-هاكونه - إيزو الوطنية، مع القليل من العلامات الواضحة التي تدل على زيارة السياح لها.
ولقد تم وصف أوكيغاهارا بشكل خاطئ على أن البوصلات الملاحية لا تقوم بعملها جيدا فيها. فيتغير اتجاه إبر البوصلات المغناطيسية مباشرة إذا تم وضعها على لهب البركان بمحاذاة المغناطيس الطبيعي للصخرة، حيث يختلف محتوى الحديد ومدى قوته للمغناطيسات الطبيعية  داخل الصخور حسب موقعها. وعلى العكس من ذلك، فإن البوصلات تتحرك بشكل طبيعي عند حملها  في ارتفاع طبيعي.

## الحيوانات والنباتات

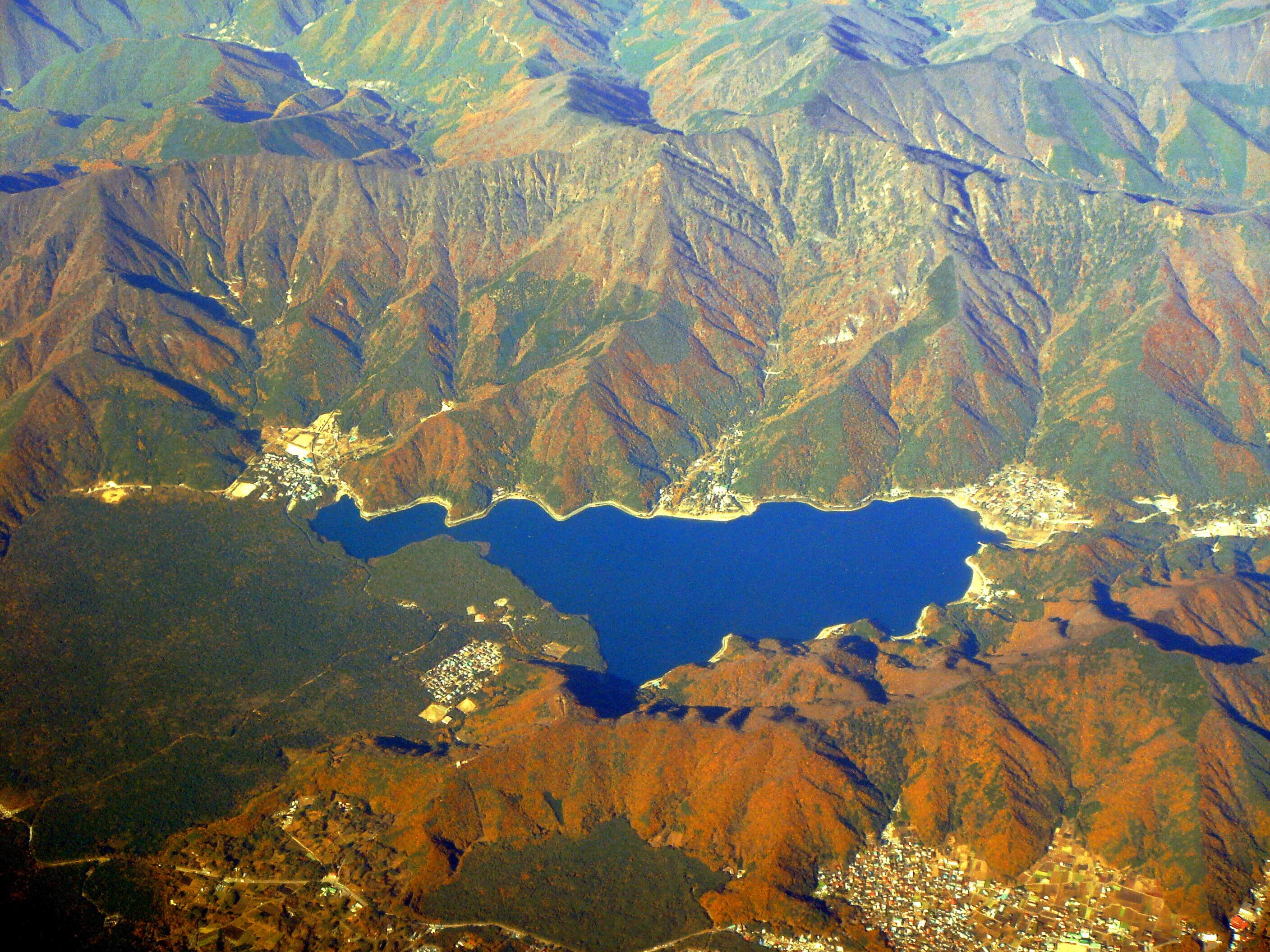
بحيرة سايكو وغابة أوكيغاهارا من الجهة اليسرى

وتشمل الثديات الدببة السوداء الآسيوية والطوبين الصغير الياباني والخفافيش والفئران والغزلان والذئاب وذكورالخنازير والأرانب الضخمة والمنك الياباني وكذلك السناجب اليابانية. وشمل الطيور عدد كبير من أنواع العصافير منها: الصفصاف والعصافير ذات الذيل الطويل وطائر السمنة المغرد والعقعق ونقار الخشب المرقط النبيل والنقار القزم وهازجة الأدغال وأورا الآسيوية والعيون البيضاء اليابانية وطائر السمنة المغرد الياباني وطائر السمنة المغرد ذو الرأس البني وطائر السمنة المغرد السيبيري وصقور وقواق الهودجسون وغروسبيك اليابانية والوقواق الصغير والرايات السوداء الوجه وحمامة السلحفاة الشرقية والوقواق الشائع.
وهناك العديد من الخنافس البرية وغيرها من الحشرات تحوي أنواع من الفراشات. وكذلك ما تحويه الغابات الداخلية مثل: فراشة فريتيل الفضية المخططة وفراشة هولي الزرقاء وفراشة زاوية شعاع الشمس والفراشة الشبيهة بالطائرة الشراعية المشتركة وفراشة نمر الكستناء والفراشة ذو الزاوية.
وتحوي الغابة أيضا مجموعة واسعة مختلفة من الصنوبريات والشجيرات والأشجار عريضة الأوراق مثل:  شجر السرو الياباني وصنوبر سوجي اليابانية والصنوبر الأحمر الياباني والصنوبر الأبيض الياباني والشوكران الياباني الجنوبي وقيقب السيبولد وبتولا الكرز اليابانية  والشجرة المزهرة  و الزهرة البيضاء العطرة الصغيرة والزهرة البيضاء الكريمية  وشجرة مغزل الميكسماس وهوليستالك هولي وايليكس ماكروبودا ونبتة بيرس اليابانية وكرز التلال والبلوط المنغولي ورودودندرون المتسع  والنبتة المسننة  ونبتة سكيميا اليابانية والنبتة الزاحفة بالإضافة إلى روان الياباني. ونوعا الشجر الغالبان هما: الشوكران الياباني الشمالي حيث يصل ارتفاعها بين 1000 و1800 متر، وكذلك التنوب الفضي التي يصل ارتفاعها بين 1800 و2200 متر.
وتحوي الغابة في أعماقها عدة نباتات مزهرة عشبية مثل: الشيح الكوري والبابونج السنوي وزهرة النيبال الغرنوقي والمزدوج الياباني وزهرة ختم سليمان ذو الأوراق الثنائية وأوراق العشب المائجة  وعقدة الأعشاب الآسيوية. وهناك أيضا النباتات العضوية التغذية ونبات اللمس المتعددة والعديد من الطحالب والسرخسيات. وتحتوي أطراف الغابة على أنواع أخرى كثيرة من النباتات.

## محاولات الانتحار

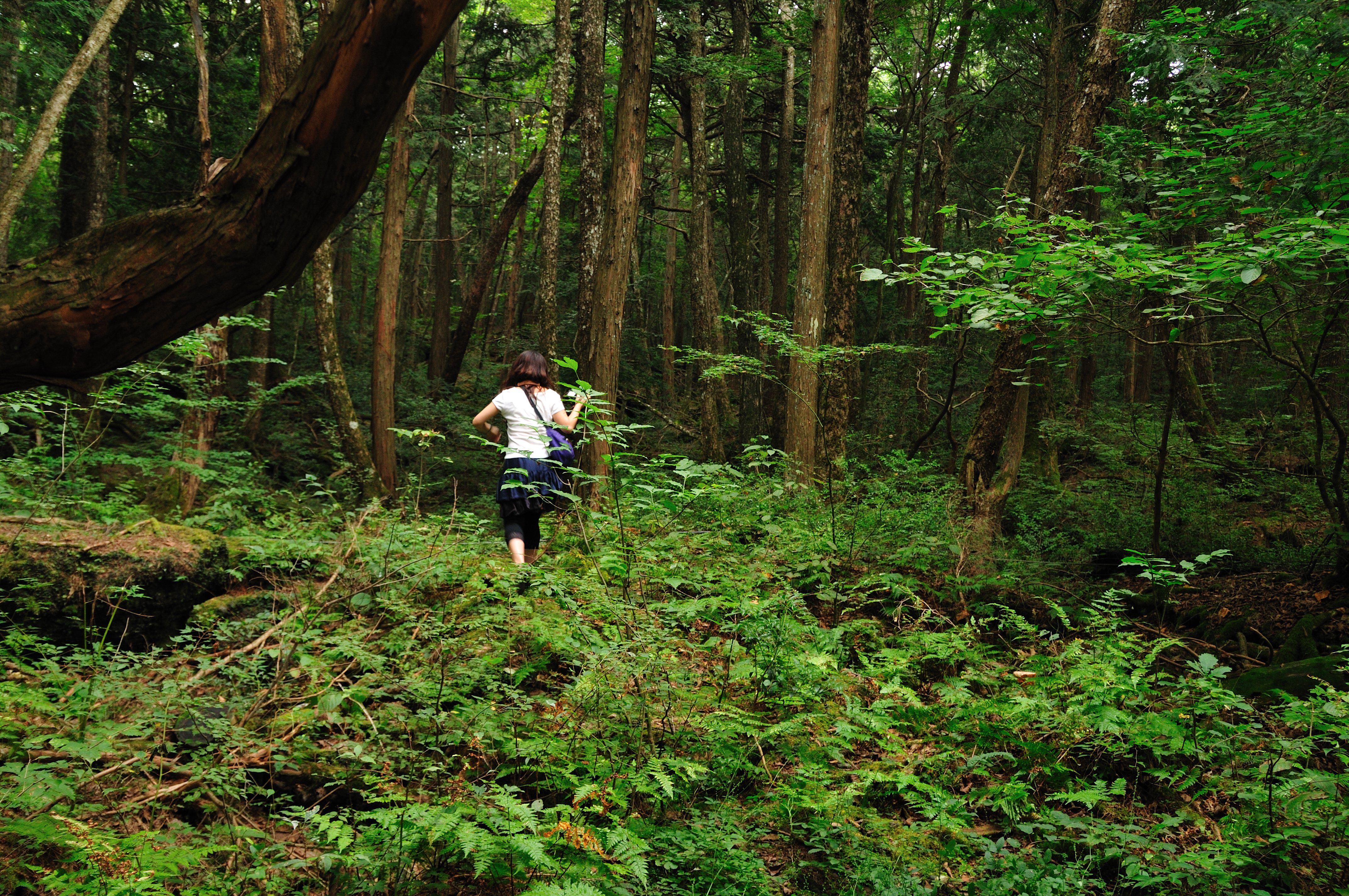
غابة أوكيغاهارا في ياماناشي

وتوصف غابة  أوكيغاهارا بعض الأحيان بأنها أشهر المناطق التي يحصل فيها الانتحار في اليابان. ففي عام 2003، تم العثور على 105 جثة في الغابة، ولقد تجاوز بهذا عدد جثث السنة السابقة  2002  الذين كانوا 78. وقد سجلت الشرطة أكثر من 200 عملية محاولة للانتحار في الغابة في عام 2010، وكان 54 منهم قد أكمل العملية. ويقال بأن عمليات الانتحار تزداد خلال شهر مارس، أي نهاية السنة المالية في اليابان. وكانت أكثر طرق الانتحار شيوعا في الغابة عام 2011 الشنق أو أخذ جرعات زائدة من المخدرات. وتوقف المسؤولون في السنوات الأخيرة عن تعميم عدد مرات محاولاتهم في تقليل ارتباط هذه الغابة بعمليات الانتحار. ومعدلات الانتحار هذه قادت المسؤولون لوضع علامة عند مدخل  الغابة تحذر فيها الأفراد المقبلين على الانتحار لطلب المساعدة وعدم الانتحار. وقد بدأت الشرطة وغيرها من المتطوعين والصحفيين المصاحبين بإجراء عمليات بحث سنوية عن الجثث منذ عام 1970
ونسبت شعبية هذه الغابة إلى سيتش ماتسوموتو في عام 1961 في رواية تدعى نامي نوتي (برج الأمواج). ولكن على العكس من ذلك فإن تاريخ الانتحار في هذه الغابة يسبق نشر تلك الرواية، والمكان أيضا مرتبط  منذ زمن بعيد بالموت. فربما تمت الممارسة لعمليات القتل بواسطة ترك أحد أفراد العائلة أو القبيلة للموت في مكان بعيد في القرن التاسع عشر، ولذلك تتم مطاردة الغابة بواسطة الأشباح المدمرة لتلك الأرواح التي تركت للموت.

## وسائل الإعلام
أشير إلى غابة أوكيغاهارا بواسطة عدة وسائل إعلامية بما فيها الأنيمي  والمانغا وبالأفلام وألعاب الفيديو وفي الأدب والموسيقى.

وقد كانت موضوع الحديث لمحطة إذاعة بي بي سي الرابعة للإنتاج (والتي تم بثها لأول مرة في 10 من شهر سبتمبر لعام 2018)، حيث سافر أربعة شعراء لكتابة وتسجيل شعر في الغابة. ولقد ألف الشعراء (أراي تاكاكو، الأردن أ. ي. سميث، أوساكي ساياكا، يوتسوموتو ياسوهيرو) مقتطفات ثنائية اللغة (اليابانية / الإنجليزية) من القصائد والكتابات القصيرة المتعلقة بأوكيغاهارا تحت عنوان بحر الأشجار: بوابات شعرية لأوكيغاهارا.